# Hey You, Pikachu!
Hey You, Pikachu! (ピカチュウげんきでちゅう?, Pikachū genki dechū, Pikachu sta benechu) è un videogioco per Nintendo 64 pubblicato in Giappone il 12 dicembre 1998 e negli Stati Uniti il 6 novembre del 2000. Il videogioco non è stato commercializzato in Europa.
L'obiettivo del giocatore è aiutare il Professor Oak utilizzando un dispositivo vocale  (che utilizza un database di 256 parole) per comunicare con un Pikachu, che permette di ordinare al Pokémon di muoversi e di prendere oggetti.
È uno degli unici due giochi che utilizzano l'unità di riconoscimento vocale (VRU) del Nintendo 64, un componente hardware in grado di comprendere e analizzare la voce umana. È anche l'unico gioco a utilizzare la VRU che è stato rilasciato negli Stati Uniti.

## Modalità di gioco
All'inizio del gioco il giocatore riceve un dispositivo creato dal Professor Oak, importante studioso del mondo Pokémon, che permette di comunicare con i mostriciattoli tascabili. Dopodiché incontra un Pikachu selvatico, con il quale fa subito amicizia, e che si trasferirà nella casa del giocatore.
Il gioco è suddiviso in tre livelli di difficoltà crescente: Pikachu's Discovery Days (I giorni delle scoperte di Pikachu), Pikachu's Play Days (I giorni di gioco di Pikachu) e Pikachu's Daring Days (I giorni di audacia di Pikachu). Ogni giorno ha un obiettivo diverso (ad esempio raccogliere cibo o andare a pesca) e il giocatore può guadagnare i Pika Point, che è la valuta utilizzata nell'Abra's Shop per sbloccare nuovi oggetti.
Se il giocatore raggiunge il trecentosessantacinquesimo giorno, il Professor Oak dirà che Pikachu deve essere lasciato libero, dato che è un Pokémon selvatico. Il giocatore deve andare nel bosco dove è stato trovato Pikachu e dire "Goodbye" (arrivederci) diverse volte, finché Pikachu, rendendosi conto che non può più vivere con il giocatore, non si allontana. Dopo i titoli di coda, mentre il giocatore si guarda intorno pensando a Pikachu, questi ritorna, facendo continuare il gioco come se Pikachu non fosse mai stato liberato.
Ambientato nei pressi del Bosco Smeraldo, il gioco presenta 17 Pokémon differenti: Pikachu, Bulbasaur, Venusaur, Charmander, Squirtle, Caterpie, Metapod, Butterfree, Oddish, Gloom, Vileplume, Abra, Slowpoke, Magnemite, Haunter, Lapras e Togepi.

## Accoglienza
| Testata                           | Giudizio |
| --------------------------------- | -------- |
| GameRankings (media al 28-5-2018) | 55%      |
| Metacritic (media al 28-5-2018)   | 57/100   |
| AllGame                           | 3,5/5    |
| GameSpot                          | 8,3/10   |
| Next Generation                   | 3/5      |

Hey You, Pikachu! ha ottenuto punteggi del 55% e del 57% rispettivamente sugli aggregatori di recensioni GameRankings e Metacritic. Dustin Packwood di Arizona Republic ha commentato che i fan dell'anime avrebbero apprezzato questo gioco.  Retronauts ha citato Hey You, Pikachu! come esempio di un terribile gioco Pokémon per console. UGO ha elencato Hey You, Pikachu! nella lista dei "50 migliori giochi che starebbero bene su 3DS", affermando che "L'uso del microfono incorporato del 3DS dovrebbe rendere semplice parlare e interagire con il Pokémon selvatico."
Greg Orlando ha recensito la versione per Nintendo 64 del gioco per Next Generation, valutandola tre stelle su cinque e affermando che "sa di pollo fatto di glucosio".

## Sequel
Un sequel spirituale di Hey You, Pikachu!, Pokémon Channel, è stato pubblicato sul Nintendo GameCube ed è stato sviluppato anche da Ambrella. Un altro sequel spirituale, PokéPark Wii: La grande avventura di Pikachu, è stato pubblicato su Wii, che a sua volta ha avuto un suo sequel, chiamato PokéPark 2: Il mondo dei desideri.